# Джузеппе Доніцетті
Джузеппе Доніцетті (італ. Giuseppe Donizetti, 6 листопада 1788, Бергамо — 12 лютого 1856, Стамбул) — італійський диригент та композитор, з 1828 року Генеральний інспектор оркестрів та музик Османської імперії, при дворі султана Махмуда II (1808—1839).

## Загальні відомості
Джузеппе, старший брат Гаетано Доніцетті, спочатку вчився грі на флейті у свого дядька, Каріні Доніцетті, а потім брав приватні уроки у Симона Майра. Після того, як приєднався до армії Наполеона (1808), служив начальником військових оркестрів, зокрема на Ельбі та Сардинії, за цей час він набув слави гарного капельмейстера. Після падіння Наполеона продовжив свою кар'єру у Савої.
У 1828 році, за посередництва посла Сардинії в Константинополі, маркіза Грапполо, Джузеппе було запрошено до Стамбулу султаном Махмудом II. У столиці Османської імперії його було призначено на посаду Генерального музичного інспектора султанського двору з високою зарплатнею в 8 тис. франків на рік. Посаду він зберіг і за правління султану Махмуда II, і наступника престолу Абдул-Меджида I. Спочатку його було удостоєно звання полковника та титулу бея, після чого він був підвищений в генерал-майори, і отримав титул паші. Стамбул став його другою батьківщиною.
Доніцетті Паша, як його називали у Леванті, відіграв значну роль у впровадженні європейської музики в військових оркестрах Османської імперії. Він реформував місцеві колективи згідно з найкращими зразками західноєвропейської військової музики, увів до використання в османських оркестрах європейські інструменти, як-от гобой та кларнет. У 1831 році став фундатором заснування у Стамбулі першої музичної школи західного зразка. На додаток до нагляду за навчанням музичного стилю «війська нового зразка» (тур. Nizam-ı Cedid) Махмуда, Доніцетті викладав музику в Палаці членів королівської сім'ї та у гаремі.
Джузеппе автор перших національних гімнів Османської імперії: «Mahmudiye Marşı» (1828), що він склав для Махмуда I, та «Mecidiye Marşı» (1839) — склав для Абдул-Меджида I. Доніцетті організовував щорічний сезон Італійської опери в Галаті, і був організатором концертів та музичних вистав при дворі. За цей час Стамбул відвідали багато яскравих представників тогочасної європейської музики, такі як Ференц Ліст, Еліас Альваро та Леопольд де Мейєр.
Доніцетті Паша в 1842 році став кавалером французького ордена Почесного легіону. Помер 1856-го, похований 6 березня, через кілька тижнів після смерті, в склепінні Кафедрального собору святого духу (тур. Saint Esprit Kilisesi), недалеко від столичного округу Бейоглу, в Галаті.

## Нагороди
- Орден Почесного легіону
- «Орден Слави» (тур. Atiq Nishan-i-Iftikhar)
- «Орден Меджида» I ступеня (тур. Mecidi Nişanı)

## Твори
Джузеппе Доніцетті автор музики гімнів «Mahmudiye Marşı» і «Mecidiye Marşı» та військових маршів. Йому також належать канцонети, твори для фортепіано та інші.